# Gaston Reiff

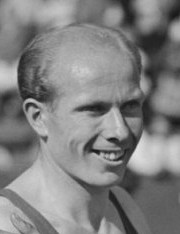
Gaston Reiff (1949)

Gaston Etienne Reiff (* 24. Februar 1921 in Braine-l’Alleud, Brabant, Belgien; † 6. Mai 1992 ebenda) war ein belgischer Leichtathlet, der in Langstreckendisziplinen startete. Reiff war als erster Belgier Olympiasieger in einer Leichtathletikdisziplin.
Sein größter Erfolg ist der Olympiasieg in London 1948 im 5000-Meter-Lauf in der Zeit von 14:14,2 min vor dem Tschechen Emil Zátopek. Zátopek wurde später sein bester Freund.
Reiff stellte in seiner Karriere drei Weltrekorde auf: 1948 über 2000 Meter, 1949 über 3000 Meter und 1953 über 2 Meilen. 1951 war er Inhaber aller belgischen Rekorde von 1000 bis 10.000 Meter. Insgesamt stellte er 26 nationale Rekorde auf und wurde 24-mal Belgischer Meister. 1952 nahm er an den Olympischen Spielen in Helsinki teil, die für ihn aber enttäuschend endeten, musste er doch im Finale des 5000-Meter-Laufes aufgeben. 1958 beendete Reiff seine Karriere. In seinem Geburtsort Braine-l’Alleud trägt heute eine Straße und ein Stadion seinen Namen. Er ruht auf dem Friedhof von Ophain, einem Dorfteil seines Geburtsortes.

## Erfolge
- 1948: Olympiasieg über 5000 m in 14:17,6 min bei den Olympischen Spielen in London
- 1950: Bronzemedaille über 5000 m in 14:26,2 min bei den Europameisterschaften in Brüssel.